# Demogenes
Demogenes es un género de arañas cangrejo de la familia Thomisidae. Fue descrito por el aracnólogo francés Eugène Simon en 1895.

## Especies
- Demogenes andamanensis (Tikader, 1980)
- Demogenes conivulvus (Balogh, 1936)
- Demogenes heterophthalmus (Berland, 1938)
- Demogenes lugens (Thorell, 1881)
- Demogenes simplicibulbis (Balogh, 1936)